# 九つの世界
九つの世界（ここのつのせかい、古ノルド語: níu heimar, 英語: nine worlds）とは、北欧神話に登場する世界の総称とされる表現。九つの内訳ははっきりしていない。

## 用例
北欧神話（エッダ神話）の原典において、「九つの世界」(níu heimar) という表現が見えるのは『詩のエッダ』に2例と『散文のエッダ』に1例であるが、このうちいわゆる全世界・全宇宙を指して使われている可能性があるのは『詩のエッダ』中「巫女の予言」にある1ヶ所のみである：

九つの世界、九つの根を地の下に張りめぐらした名高い、かの世界樹を、わたしはおぼえている。（「巫女の予言」2節）

残る2例は全世界ではなく、地下にある冥界の数としてあげられている：

人間が死に冥府からくだる／ニヴルヘルの下にある世界の／九つを私はおとずれた。（「ヴァフスルーズニルの歌」43節）

オーディンはヘルをニヴルヘイムに投げ込み、九つの世界を支配する力を彼女に与えて、彼女のところに送られるすべての者たちに住居を割り当てることができるようにした。（「ギュルヴィたぶらかし」34章）

以上のように、「九つの世界」がアースガルズをはじめとした天上および地上の世界を含めた全宇宙の総称であると解する根拠は意外にもわずかしかない。加えて、唯一の根拠たりうる最初の1例についても残り2例と同様に、地下世界を意味する文脈にあるとも読めるのである。上に引用した「巫女の予言」2節後半部について、ヘルマン・パウルソンは「『土のなかに』という言い回しは、従来より解されてきたように、『名高い測り樹〔＝世界樹〕』ではなくむしろ『九つの世界』を形容していることは、ほとんど疑いがない」とする。これが正しいとすれば、両エッダにおいて「九つの世界」という語句はつねに地下世界の拡大図として使われていることになる。

## 一覧
前節で確認したように、北欧神話における「九つの世界」という表現が全世界を意味すると考えるのは本来の用法ではない疑いが強いのだが、それにもかかわらず現代の理解ではそのようなイメージが一般的であるから、その理解に沿って含まれるとされる世界の一覧を与える。
ただし、両エッダのみならず古ノルド語の資料すべてを通覧しても、そのなかに「九つの世界」の名前を具体的にリストアップした箇所は存在せず、いずれの世界が含まれるのかはかならずしも定まっていない。また、以下ではおおよそ上方にあるとされるものから下方へという順に並べてあるが、後述するとおり位置関係についても不明な部分が多い。
- アース神族の国アースガルズ
- ヴァン神族の国ヴァナヘイム（ヴァナランド）
- 妖精の国アールヴヘイム
- 人間の国ミズガルズ
- 巨人の国ヨトゥンヘイム（ウートガルズ）
- 小人の国ニザヴェッリル
- 黒い妖精の国スヴァルトアールヴァヘイム
- 霧の国ニヴルヘイム
- 炎の国ムースペッルスヘイム
- 死者の国ヘルヘイム

以上のうち、スヴァルトアールヴァヘイムとニザヴェッリルは同一視されることもある。またヘルはニヴルヘルとも言われ、ニヴルヘイムとの区別が曖昧な場合がある。
スヴァルトアールヴは、ドウェルグを指すとされ、小人も同じくドウェルグを指すとされるためニザヴェッリルと、スヴァルトアールヴヘイムは、同一視されることがある。
なお、ときに九つの世界を三層に分ける整理が行われることがあるが、このような分けかたは原典にはない近年のものである。

## 位置関係
世界どうしのつながり・位置関係にはよくわからない部分が多く、神話中に現れる場所はいずれも断片的であるがゆえに「エッダ神話世界の地図を作ることができない」と言われている。
確実に定まるのはミズガルズを大地の中心としたとき、そのまた中心もしくは上方にアースガルズ、またミズガルズの外側の海沿いにヨトゥンヘイムがあることだが、これらに対してヴァナヘイム・アールヴヘイム・スヴァルトアールヴァヘイムについては「それぞれの場所が前に述べた三領域といかなる位置的関連をもつのか、あるいはこの大地の内にあるのか外にあるのかも不明である」。
ニヴルヘイムとムスペルヘイムは世界が始まるまえの原初に、ギンヌンガガプをはさんで北と南にあったとされるが、世界が成ったあとどこに位置するかは定かでない。ただしラグナロクのさいムスペルの軍勢はロキが舵をとる船に乗って襲来し、天上と地上とを結ぶ虹の橋ビヴロストを渡ってくるとされるので、アースガルズよりは下方でべつの陸地にあるらしい。ヘルへの道は人間の世界との境であるギョッル川にかかる橋（ギャッラルブルー）を渡ったあと「下りで北に向かっている」と言われている。

## ユッグドラシル
ユッグドラシル、ユグドラシル、世界樹は北欧神話の世界・宇宙を象徴するものであり、九つの世界を貫いて存在し、その三本の根はそれぞれ以下の世界に通じておりそれぞれのそばに泉がある。「グリームニルの歌」31節と「ギュルヴィたぶらかし」15章に記述が見えるが、いくらか不整合がある。
また、ラグナロクの際にスルトの炎により焼け落ちる。
- ウルズの泉（ウルザルブルン）- アースガルズもしくは人間の国にある。
- ミーミルの泉（ミーミスブルン）- かつてギンヌンガガプのあった、霜の巨人の国にある。
- フヴェルゲルミル - ニヴルヘイムもしくはヘルの住むところにある。